# 조국 (정치인)
조국(曺國, 1965년 4월 6일~)은 대한민국의 정치인이다. 서울대학교 교수, 청와대 민정수석비서관, 제22대 국회의원을 지냈다. 친문계 핵심 인사로 문재인 정부 초대 민정수석비서관, 제66대 법무부 장관을 지냈다.

## 생애
1965년 4월 6일, 부산에서 태어났다. 본관은 창녕이다. 1982년에 혜광고등학교를 졸업하고, 그해 3월 서울대학교 법대에 입학하였다.
조국이 속한 서울대 법대 82학번에는 유력 인사가 많이 배출되어 화제가 되었다. 1987년 6월 항쟁의 도화선이 된 박종철 고문치사 사건의 박종철이 고등학교, 대학교 후배이며 국민의힘 원희룡, 나경원, 조해진 의원이 서울대학교 법과대학 동기이다. 새정치연합의 개혁파 국회의원, 정의당 소속 정치인과도 친분이 있는 것으로 알려져 있다. 서울법대 동기들은 조국을 '입 큰 개구리'라는 별명으로 불렀다고 한다.
서울대학교 재학 중에는 법과대학 언론/학술지 〈FIDES〉의 편집장을 맡았으며, 학생운동에 참여하였다. 동기였던 나경원은 자신의 저서에서 조국에 대해 "운동권 성향으로 분류되지는 않았다"고 했다. 서울대학교 졸업 후 캘리포니아 대학교 버클리 법학대학원에서 법학석사(LL.M.) 및 법학 박사(J.S.D.) 학위를 받았다. 1989년 9월에서부터 1990년 3월까지 석사장교로 군복무를 마쳤다.
1992년 3월 울산대학교 법학과에서 교수 생활을 시작하였다. 울산대에서 법학과 교수로 임명된 해, 남한사회주의노동자동맹 사건에 연루되어 국가보안법 위반으로 반 년간 수감됐고, 국제 엠네스티로부터 양심수로 선정되었다. 은수미도 대학교 동기로 같이 활동한 것으로 전한다. 재판 당시 천정배 변호사가 그의 변호인단을 이끌었으며 제1심 재판장은 김황식이었다. 훗날 조국은 저서 '양심과 사상의 자유를 위하여'에서 국가보안법을 비판했고 2019년 법무부장관 인사청문회에서도 국가보안법을 궁극적으로 폐지해야 한다고 주장했다.
2000년 동국대학교 교수를 역임하고, 2001년 12월부터 서울대학교 교수로 재직하였다.

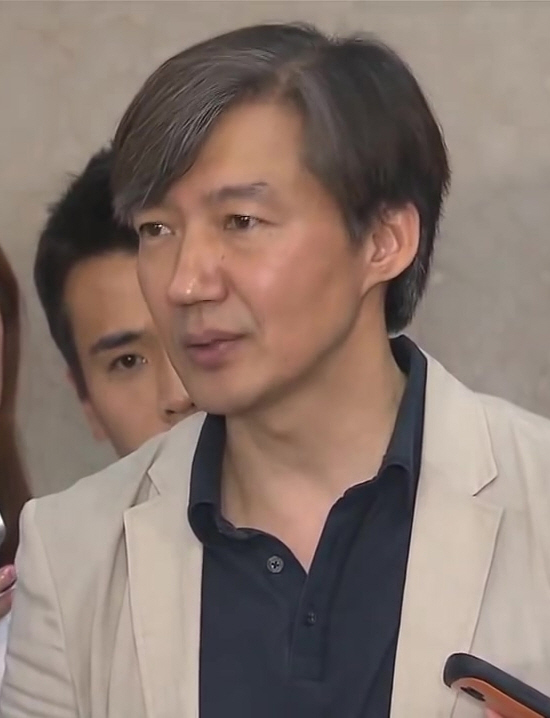
새정치민주연합 혁신위원 시절

1998년 영국 옥스퍼드 대학교와 리즈 대학교에서 방문학자로 연구하였고 2005년부터 2006년까지 미국의 하버드-옌칭 연구소에서 방문학자로 연구하였다. 2000년 이후 참여연대의 사법감시센터 (부)소장, 부운영위원장으로 시민운동에 참여하였고 2007년부터 2008년까지 서울대학교 대외협력 부본부장을 역임하였다. 대법원장 추천으로 2007년 12월 국가인권위원회 위원으로 임명되었다. 2009년부터 대법원 제2기 양형위원회 위원으로 활동했고 한국형사법학회, 한국형사정책학회, 한국비교형사법학회, 한국피해자학회 등 여러 학회의 상임이사이며, 2013년 한국경찰법학회 회장, 2015년 한국형사정책학회 부회장 등을 역임했다.

### 정계 활동
2010년 <오마이뉴스> 오연호 대표와 함께 <진보집권플랜>을 발간하면서 2012년 정권교체와 경제민주화를 위한 정치참여를 개시했다.
2011년 서울시장 재보궐선거에서 박원순 후보의 멘토단에 합류하여 선거운동을 전개했다.
2011년 성남시 분당구 을 지역구 국회의원 보궐선거의 민주당 후보로 제안받았으나 거절했다. 2012년 대한민국 제19대 국회의원 선거에서 민주통합당의 공천심사위원장을 제안받았지만 다시 한번 거절하였다. 2014년에도 서울시 교육감 출마설이 제기되자, 의사와 능력이 없다고 선언하였다.
2012년 총선에서 서울시 노원구 세 지역구 야권단일후보(갑: 김용민, 을: 우원식, 병: 노회찬)의 공동후원회장을 맡아서 지원했다.
2012년 총선에 출마한 민주통합당 이학영 후보가 유신 시절 '남민전' 활동으로 비판을 받자, "이학영이 강도범이면 형법 교수인 나도 강도범이다"라고 반박하며 지원했다.
2012년 12월 6일 이인영 공동선대본부장, 노회찬 진보정의당 공동대표, 안경환 서울대 교수, 영화배우 김여진 등과 함께 '정권교체와 새정치를 위한 국민연대'를 출범시키며 상임대표로 활동했다.
2012년 12월 15일 문재인 대통령 후보를 지지하는 TV 찬조연설을 하여 화제를 모았다.
2013년 <동아일보> 인터뷰에서 박근혜 대통령에게 “경제민주화 깃발 낚아챈 능력으로 보수개혁 제대로 실천을” 하라고 요청했다.
2014년 6.4 지방선거에서 녹색당 서형원 과천시장 후보의 후원회장이 되어 선거지원에 나섰다.
2014년 7.30 경기 평택 재선거에서 김득중 후보(무소속, 금속노조 쌍용차지부장) 후원회장을 맡아 지지활동을 벌였다.
2015년 새정치민주연합 혁신위원회(위원장 김상곤)에 참여하였다.
2015년 새정치민주연합 혁신위원으로 <시사저널>과 인터뷰하면서, “친노 아니면 ‘도덕적 하자’ 있다고 보는 건 매우 위험”하다고 경고했다.
2015년 박근혜 대통령이 국무회의에서 '배신의 정치를 심판하라'라는 발언에 대해 공직선거법에 위배될 수 있다고 지적하였다.
2017년 5월 11일 문재인 정부 초대 민정수석으로 임명되면서 서울대학교 교수직을 휴직했으며, 민정수석에서 물러나면서 2019년 8월 1일 복직했으나 법무부 장관 후보에 지명되면서 2019년 9월 9일 다시 휴직했다가 장관직에서 물러난 10월 15일에 복직했다.
2018년 9월, 조국 민정 수석은 학자로서의 입장을 밝혔다. 직장 내에서의 성희롱에 대한 처벌 규정이 필요하며, 민사적 또는 행정적 제재가 필요한데, 이것에 대한 경범죄로 처벌이 되어야 한다고 주장을 하였다.

#### 법무부 장관
2019년 8월 9일 문재인 대통령에 의해 법무부 장관 후보로 지명되었으나 딸의 대학 입학과 관련한 의혹과 가족 소유의 웅동학원, 가족들이 투자한 사모펀드 코링크PE 등과 관련된 의혹이 제기되어 국회 인사청문보고서가 채택되지 않았다. 
8월 27일 "조국 힘내세요"라는 검색어가 오후 3시 30분에 네이버 실시간 검색어 1위에 올랐으며, 이에 대응한 "조국 사퇴하세요"도 네이버 실시간 검색어 순위에 등장하여 오후 6시 20분 경에는 3위에 올랐다. 이후 40대를 중심으로 한 조국 지지자들이 "가짜뉴스아웃", "한국언론사망", "정치검찰아웃", "보고싶다청문회", "법대로임명" 등을 실시간 검색어에 올리기도 하였다.
그럼에도 불구하고 9월 9일 문재인 대통령은 "법적으로 문제가 될 것이 없다"며 장관 임명을 강행하였다. 그러나 가족을 둘러싼 여러 의혹에 대한 검찰 수사로 인해 취임한 지 35일 만에 사퇴하였다.

### 교수 직위해제
법무부 장관에서 사퇴하면서 2019년 10월 15일 복직하여 12월에 2020학년도 1학기 '형사판례 특수연구' 강의계획서를 서울대학교 강의예약시스템(CRS)에 올렸으나 변호인단이 "검찰의 상상과 허구에 기초한 정치적 기소"라고 평가했던 검찰이 불구속기소를 하면서 서울대학교는 "정상적인 직무수행이 어렵다고 판단해 관련 규정에 따라 1월 29일 자로 직위를 해제하기로 했다"고 밝혔다. 이에 대해 조국은 "검찰의 일방적 판단이 반영된 기소만으로 신분상의 불이익 조치를 내리는 것은 부당하다"고 밝혔다. 조국은 직위해제 중에는 강단에 설 수 없고, 3개월간 월급의 50%, 이후에는 30%가 지급된다.

### 조국혁신당 창당
총선을 2달 앞둔 2024년 2월 12일 문재인 전 대통령을 예방하고 다음날인 2월 13일 부산민주공원에서 "검찰 독재정치, 민생을 외면하는 무능한 정권을 심판해야 한다"면서 신당 창당을 선언했다.
2024년 3월 3일에 조국혁신당을 창당하고 초대 당대표로 추대되었다. 또한 2024년 4월 10일에 실시된 대한민국 제22대 국회의원 선거에서 조국혁신당의 비례대표 2번 후보로 출마하여 당선되었다. 그러나 2024년 12월 12일에 대법원으로부터 자녀 입시 비리(형법상 업무방해, 허위공문서 작성·행사 등), 유재수 전 부산광역시 경제부시장에 대한 감찰 무마(형법상 직권남용권리행사방해), 자녀 장학금 부정 수수(청탁금지법 위반), 문재인 정부 청와대 민정수석 재임 시절에 있었던 사모펀드 보유(공직자윤리법 위반), 동양대학교 컴퓨터 하드디스크 은닉 교사 혐의로 징역 2년, 추징금 600만원을 선고한 원심을 확정함에 따라 유죄 판결을 받았고 국회의원직을 상실하게 되었다. 또한 형 집행이 종료될 2026년부터 2031년까지 5년 동안 대한민국에서 실시될 모든 선거에 출마할 수 없게 되었다.

## 검찰 수사
2019년 12월 23일 검찰에서 유재수 감찰 무마 혐의에 대해 구속영장을 청구했으나, 12월 26일 영장이 기각되었다.
검찰이 일가 의혹으로 수사를 받던 조국에 대해 3개월만인 2019년 12월 31일에 자녀 입시비리, 사모펀드 불법 투자, 검찰 수사에 대한 증거인멸 등 12개 혐의로 불구속 기소했다. 딸이 부산대 의학전문대학원 재학 시절 장학금 명목으로 1회에 200만원씩 3회에 걸쳐 600만원을 지급받은 것에 대해 뇌물수수와 김영란법(부정청탁및금품등 수수의 금지에 관한 법률위반) 위반을 적용했으며 부인인 정경심 동양대 교수와 노환중 부산의료원장도 조국과 함께 재판에 넘겨졌다.
2013년 7월 경 조국은 아들 B가 해외대학 진학 준비로 학교 수업을 빠져야 되자 배우자 정경심과 함께 출석처리를 위해 허위의 서울대학교 공익인권법센터 인턴 활동예정증명서를 발급받았고, 아들 B가 이를 제출하여 출석인정을 받음으로써 한영외고의 출결관리 업무를 방해하였다(업무방해).
2016년 11월~12월 경에는 조국은 배우자 정경심과 함께 2회에 걸쳐 B의 미국 조지워싱턴대 Global Perspective on Democracy 과목의 온라인 시험 중, B로부터 전송받은 문제를 분담하여 푼 다음 B에게 답을 송부하여 A학점을 받도록 함으로써 조지워싱턴대의 성적사정 업무를 방해하였다(업무방해).

## 학자로서의 평가
- 2007년 경향신문은 조국을 '진보적 시민사회론자'로 분류했다.[34]

### 사회적 평가
- 2004년 <한겨레신문> '한국의 미래 열어갈 100인' 중 학술(인문·사회) 8인에 선정되었다.[35]
- 2005년 <경향신문> '한국을 이끌 60인 선정'에 선정되었다.[36]
- 2010년 <동아일보> '2020년을 빛낼 대한민국 100인'에 선정되었다.[37]
- 2010년 <경향신문> 이종탁 에디터는 조국의 생각과 진로에 대한 인터뷰를 했다.[38]
- 2011년 전북대 강준만 교수는 <강남좌파>에서 "잘생긴 외모, 유능하고 세련된 느낌, 강남 좌파임을 인정한 ‘쿨한’ 자세 등이 강남 좌파의 긍정적 이미지를 극대화했다. 이는 ‘커밍아웃’한 강남 좌파층의 열렬한 지지를 이끌어냈다"고 분석했다[39].
- 2011년 김용민씨는 <조국현상을 말한다>에서 조국 개인과 그를 둘러싼 정치 구도, 시대정신을 보여주고 나아가 조국을 2017년의 대선주자로서 시뮬레이션하였다.[40]
- 2011년 <프레시안>은 조국에게 "대통령을 꿈꾸고 있습니까?"라고 묻는 인터뷰를 했다.[41]
- 2014년 <조선일보>는 조국을 '장외의 진보'라고 부르면서 2면에 걸쳐 공세적 인터뷰를 했다.[42]
- 2013-15년 <시사저널> '차세대리더 100인'에 3년 연속으로 선정되었다.[43][44]

### 보수진영의 비판
- 2011년 박효종 교수는 조국에 대한 비판적 논평을 했다.[45]
- 2012년 박성호 새누리당 의원은 조국의 연구업적을 교과부에 요청했다.[46]
- 2012년 <동아일보>에서 윤창중은 조국을 비판하는 칼럼을 썼다.[47]

### 진보진영의 비판
- 2012년 <미디어오늘>은 조국 교수가 “교육감은 교사 출신이 해야”라고 한 발언이 문제가 많은 발언이라는 것을 지적하는 교사 권재원의 글을 편집했다.[48]
- 2013년 <한겨레>의 ‘조국이 만난 사람’ 코너에 연재된 글들을 조국 교수 이름 단독으로 책으로 출간한 것에 대해서 <한겨레> 내에서 논란이 벌어졌다. 해당 코너에서 인터뷰 진행 내용 대부분은 <한겨레> 기자들이 작성했던 것으로 밝혀졌다.[49]
- 2015년 호남 민심 진단 문제와 관련해서 조국 교수의 주장에 대한 비판 글이 <오마이뉴스>와 <한겨레>에 수록됐다.[50][51]

## 공직자로서의 평가
- 2018년 9월 문재인 대통령은 신임 인권 위원장에게 향후 인권 보호에 대한 기준을 조국 민정수석의 가슴이 뜨끔뜨끔할 정도로, 할 말을 하는 인권위원회가 되도록 부탁하였다.[52]
- 2019년 8월, 서울대학교 학생들의 커뮤니티 '스누라이프'에서 '2019 상반기 부끄러운 동문상'에서 1위로 뽑혔다. 8월 8일 기준 1,563명이 참여한 투표에서 조 전 수석이 1,401표(89%)로 득표율로 압도적 1위를 기록했다. 투표는 8월 7일에 게시되었으며, 9월 6일까지 진행되었다.[53]
- 황희석은 2020년 3월경 조국을 조광조에 빗대어 비유하는 발언을 하였다. 이에 한양 종시 종친회에서 '망언'이라며 황희석에게 “우리의 위대하신 정암 조광조 선조님과 우리 문종을 모독한 황희석은 사죄하라”며 “만약 묵살한다면 반드시 불이익을 당할 수 있도록 모든 수단을 강구하겠다”고 했다.[54]
- 2020년 7월, 서울대학교 학생들의 커뮤니티 '스누라이프'에서 '2020 상반기 부끄러운 동문상'에서 2년 연속 1위로 뽑혔다. 7월 5일 기준 약 1419명이 참여한 투표에서 조국은 1287표(90%)로 득표율로 압도적 1위를 기록했다.[55]
- 미국 인권보고서는 2년 연속 조국을 부정부패사례로 꼽았다.[56]

### 인사검증 실패와 5대 원칙 공약 파기 및 도덕성 관련 의혹
안경환 법무부 장관 후보자, 조대엽 고용노동부 장관 후보자, 이유정 헌법재판관 후보자 등 문재인 정부에서 임명한 인사들이 도덕성 논란이 불거지고 지속적으로 낙마하면서, 인사검증 담당자인 조국 민정수석에게 부실한 검증 책임을 묻는 목소리가 있다. 더군다나 문재인 정부는 박근혜 정부의 인사를 비판하며 5대 원칙(위장전입, 논문 표절, 세금 탈루, 병역 면탈, 부동산 투기)을 내세웠고, "이 중 하나라도 위반할 경우엔 고위공직자로 등용하지 않겠다"고 약속했다. 그러나 인사청문회 대상인 국무총리와 장관(후보자) 및 위원장 22명 중 15명(68.2%)이 1개 이상에서 논란이 되면서 공약 파기에 대한 비판이 제기되었다. 그리고 과거 박근혜 정부에서 음주운전 이력이 있는 이철성을 경찰청장에 임명했을 때, 당시 조 수석은 "음주운전 단속의 주무부처 총책임자가 과거 이런 범죄를 범하고 은폐까지 하였는데도 임명했다"며 "미국 같으면 애초 청문회 대상 자체가 될 수 없는 사람"이라고 비판한 바 있어 내로남불이란 지적이 나온다.
장관 후보자들의 잇단 논란들과 관련해 청와대는 "저희가 내놓는 인사가 국민 눈높이에 미치지 못한다는 점에 대해선 국민 여러분께 죄송하다는 말씀을 드린다"고 사과하였다. 이후 청와대는 새로운 인사 기준을 발표했다. 청와대는 5대 원칙을 7대 비리(병역기피·세금탈루·불법 재산증식·위장전입·연구 부정행위·성범죄·음주운전)로 범위를 넓히는 한편 위장전입 횟수를 2회로 완화하는 등 새로운 기준을 제시했고, 이 중 하나라도 해당될 경우 임용을 원천 배제하겠다고 밝혔다.
하지만 새로운 기준을 적용하면, 1989년 한 차례 위장전입한 이낙연 총리나 2000년 위장전입한 강경화 외교부 장관, 수십년 전 석사 논문 등을 표절한 의혹을 받는 김상곤 교육부총리 등은 임용 배제 대상에서 제외되기 때문에 '면죄부 주기'라는 비판도 제기되었다. 그리고 자유한국당은 "공직에 오를 수 없는 부적격자들을 임명해놓고 이제 와서 기준안을 발표하는 건 물타기"라고 주장했고, 국민의당은 "무조건 합격시킨 다음에 채용기준을 제시하겠다는 것"이라고 비판했다. 또한 새로운 인사 기준이 적용된 이후에도 2018년 4월 김기식 금융감독원 원장이 낙마하였고, 2018년 9월 유은혜 부총리 겸 교육부 장관 후보자, 이재갑 고용노동부 장관 후보자, 정경두 국방부 장관 후보자, 이은애 · 김기영 헌법재판관 후보자 등 장관 · 헌법재판관 후보자들의 인사청문회에서도 위장전입과 탈세 등 7대 비리 관련 의혹들이 제기되었다.

### 지나친 SNS 사용 논란
조국 수석은 현안마다 페이스북 등 SNS를 통해 자신의 입장을 표명하는 일이 여러 차례 있었다. 특히 2019년 1월 6일에는 "정부 · 여당의 힘만으로는 검찰개혁을 이루기 어렵다. 국민이 도와달라"며 공수처 설치를 주장하는 글을 자신의 페이스북에 게시하기도 하였다. 그러나 청와대 내부에서 "청와대 참모들의 의견이 여러 채널로 전달되면서 메시지 혼선이 있다"는 비판이 제기되었다. 노영민 신임 대통령비서실장은 "혼선이 빚어지니 현안에 대해 사적이고 개별적인 발언을 자제해달라. SNS도 자기 업무와 관련되고 자기 책임으로 하면 문제가 없으나 비공식적이고 개인적인 내용은 자제해달라"라고 요청했다.

## 법률 실력 논란

### 오상방위 사건
2007년 서울대학교 법학 교수 조국의 1학기 형법총론 강의 시간이었다. 오상방위는 객관적으로 정당방위 요건이 구비되지 않았음에도 이를 오인해 방위 행위를 한 경우를 말한다. 이를테면 밤길에 행인을 보고 강도로 착각해 상해를 입힌 것과 같은 사례다.
해당 강의에서 조국은 서울대 06학번 학생에게 오상방위와 관련한 사례를 제시하며 “A군 갑의 죄책은 무엇인가?”라는 질문을 했다. 이에 A군은 “아... 살인죄인 것 같습니다”라며 오답을 답했다.
조국은 A군의 오답을 지적하며 “그러면 안 돼. 법률가는 조문에 근거해야 한다”며 “조문에 근거하지 않으면 8조금법”이라고 면박을 준 것으로 전해졌다.
학생들이 당시 문제를 삼은 것은 조국의 다음 행동이었다. A군을 지적한 조국은 바로 형법전을 찾기 시작했다. 조국은 오상방위 관련 조문을 찾기 위해 법전을 뒤적이며 “법전이 잘렸나? 이 법전이 파본인 건가?”라고 말하다 학생들에게 “올해 현암사(출판사) 법전은 다 파본이네, 현암사 아닌 학생 없나?”라고 물었다.
조국이 수업을 멈추고 계속 형법전을 찾는 것을 보다 못한 한 여학생이 조국에게 “교수님 오상방위 조문은 형법전에 없는 것입니다”고 지적했다. 이것이 해당 수업을 들었던 서울대생들이 전하는 조국의 ‘오상방위 사건’이다.
당시 수업을 들었던 서울대 법대생들은 “형법전에서 형벌 부분을 빼면 형법 총론의 조문은 고작 40여개 남짓이고 1953년 제정 이후 거의 바뀌지도 않았다”며 “쉽게 말해 공대생이 근의 공식을 모르는 수준 아니냐”며 조국의 자질을 의심했던 것으로 알려졌다.

## 학력
- 1976년 구덕국민학교 졸업
- 1979년 대신중학교 졸업
- 1982년 혜광고등학교 졸업
- 1986년 서울대학교 법학 학사[70]
- 1989년 서울대학교 대학원 법학 석사[70]
- 1991년 서울대학교 대학원 법학 박사과정 수료[70]
- 1995년 미국 캘리포니아 대학교 버클리 캠퍼스 로스쿨 법학석사(LL.M.)
- 1997년 미국 캘리포니아 대학교 버클리 캠퍼스 로스쿨 법학박사(J.S.D)[70]

## 경력[70]
- 1990년 4월 1일~1992년 2월 28일 서울대학교 법과대학 법학과 조교
- 1992년 3월 1일~1994년 10월 12일 울산대학교 사회과학대학 법학과 전임강사
- 1994년 8월~1998년 8월 일주학술문화재단 해외박사과정 장학생
- 1998년 4월 25일~6월 19일 영국 옥스퍼드 대학교 사회법률연구센터
- 1998년 2월 1일~7월 31일 영국 리즈 대학교 형사사법학 연구
- 1999년 3월 1일~2000년 4월 30일 울산대학교 사회과학대학 법학과 조교수
- 2000년 3월 1일~2001년 12월 30일 동국대학교 법과대학 법학과 조교수
- 2000년 3월~2002년 3월: 참여연대 사법감시센터 부소장
- 2000년 11월 2일~2001년 11월 1일 민주화운동관련자 명예회복 및 보상심의위원회 자문위원
- 2001년 11월 19일~2004년 10월 7일 대법원 양형제도연구위원회 위원
- 2001년 12월 31일~2004년 3월 31일 서울대학교 법과대학 조교수
- 2002년 4월~2005년 2월 참여연대 사법감시센터 소장
- 2002년 9월~2003년 5월 부패 척결과 무결성 보호에 관한 글로벌 포럼 워크샵 코디네이터
- 2003년 3월 27일~2003년 12월 2일 대법원 법관인사제도개선위원회 위원
- 2003년 4월 30일~2004년 12월 31일 경찰청 경찰혁신위원회 위원
- 2003년 5월 16일~2004년 5월 15일 여성부 성매매방지대책자문단 자문위원
- 2003년 7월 30일~2004년 3월 국무조정실 성매매방지대책자문단 위원
- 2003년 11월~2004년 9월 국제검사협회 서울총회 자문단 위원
- 2004년 4월 1일~2009년 3월 31일 서울대학교 법과대학 부교수
- 2004년 7월 8일~2005년 3월 23일 대검찰청 인권존중을 위한 수사제도•관행개선위원회 위원
- 2004년 12월 20일~2005년 5월 2일 대검찰청•경찰청 수사권조정자문위원회 위원
- 2004년 6월 16일~2005년 6월 16일 서울대학교 법과대학 학생담당부학장
- 2005년 7월 1일~2006년 6월 30일 미국 하버드-옌칭 연구소 방문학자
- 2006년 5월 26일~2007년 5월 법무부 감찰위원회 위원
- 2007년 3월~2008년 12월 참여연대 운영위원회 부위원장
- 2007년 7월 18일~2008년 4월 26일 대법원 양형위원회 전문위원
- 2007년 8월 6일~2008년 8월 5일 법무부 검찰인권평가위원회 평가위원
- 2007년 9월~2008년 10월 서울대학교 대외협력본부 부본부장
- 2007년 12월~종료 국제앰네스티 법률가위원회 이사
- 2007년 12월 24일~2010년 12월 23일 국가인권위원회 인권위원
- 2008년 9월 23일~2010년 9월 22일 대검찰청 검찰정책자문위원회 위원
- 2009년 4월 1일~2024년 4월 서울대학교 법학전문대학원 교수
- 2009년 4월 27일~2011년 4월 26일: 대법원 제2기 양형위원회 전문위원[71][72]
- 2015년 6월~2015년 10월 새정치민주연합 혁신위원회 위원
- 2017년 5월 11일~2019년 7월 26일 대통령비서실 민정수석
- 2019년 9월 9일~2019년 10월 14일 제66대 법무부 장관
- 2024년 3월 3일~2024년 7월 4일 제1대 조국혁신당 당대표
- 2024년 3월 3일~2024년 12월 12일 조국혁신당 인재영입위원장
- 2024년 3월 3일~2024년 7월 4일 초대 혁신정책연구원 이사장
- 2024년 3월 24일~2024년 4월 10일  파란불꽃선거대책위원회 상임선거대책위원장
- 2024년 4월 10일 대한민국 제22대 국회의원 선거 당선(비례대표, 조국혁신당, 초선)[73][74]
- 2024년 5월 30일~2024년 12월 12일 제22대 국회의원(비례대표, 조국혁신당, 초선)
  - 2024년 6월~2024년 12월 제22대 국회 전반기 국방위원회 위원
- 전) 복지국가소사이어티 정책위원
- 2024년 7월 20일~2024년 12월 12일 제2대 조국혁신당 당대표
- 2024년 7월 20일~2024년 12월 12일 제2대 혁신정책연구원 이사장

## 저서
- 실천법학입문, 학민사, 1991년 10월 1일 *편역*
- 형사법의 성편향, 박영사, 2001년 3월 1일 / [#전면개정판#], 2018년 9월
- 양심과 사상의 자유를 위하여, 책세상, 2001년 8월 30일
- 형사절차와 취약계층, 사람생각, 2003년 7월 *편저*
- 성매매, 사람생각, 2004년 2월 1일
- 위법 수집증거 배제법칙, 박영사, 2005년 3월 20일 / [#전면개정판#], 2017년 9월
- 유죄답변협상의 도입방안에 대한 연구, 관악사, 2006년
- 성찰하는 진보, 지성사, 2008년 3월 24일
- 보노보 찬가 (정글자본주의 대한민국에서 인간으로 살아남기), 생각의나무, 2009년 5월 11일 / 지금부터 바꿔야 하는 것들 [#개정증보판#], 보아스, 2012년 11월 12일
- 조국 대한민국에 고한다, 21세기북스, 2011년 1월 3일
- 조국의 만남 (우리 시대 최전선을 만나다), 쌤앤파커스, 2013년 3월
- 왜 나는 법을 공부하는가, 다산북스, 2014년 6월 15일
- 절제의 형법학, 박영사, 2014년 12월 25일 / [#개정판#], 2015년 5월 30일

### 역서
- 인권의 좌표, 명인문화사, 2010년 3월 29일 [엮음: 조국 / 필자: James W. Nickel]
- 사회권의 현황과 과제, 경인문화사, 2017년 2월 17일 [엮음: 조국 / 공저: 남기철 외 10명]
- 경제민주화의 이론과 과제, 경인문화사, 2017년 3월 [엮음: 조국 / 필자: 이병천 외 10명]
- 차이의 정치와 저의, 모티브북, 2017년 9월 25일 [옮김: 조국, 긴도균 / 필자: Iris Marion Young]

### 공저
- 주체사상비판 1, 새길, 1989년 12월 [공저: 이진경, 진중권]
- 아웃사이더 05, 아웃사이더, 2001년 9월 [공저: 박철화, 백민석, 유상욱, 진중권, 김상봉, 홍기돈, 박보낮, 송정민, 한윤형]
- 배신 (21세기를 사는 지혜), 한겨례출판사, 2008년 9월 12일 [공저: 김용철, 정혜신, 진중권, 정재승, 정태인]
- 로스쿨 협법각론, 박영사, 2009년 9월 [공저: 신동운, 한인섭, 이용식, 이상원]
- 진보집권플랜, 오마이북, 2010년 11월 5일 [공저: 오연호]
- 로스쿨 형법총론, 박영사, 2011년 2월 [공저: 신동운, 한인섭, 이용식, 이상원]
- 불량 사회와 그 적들 (좋은 시민들이 들려주는 우리 사회 이야기), 알렙, 2011년 4월 25일 [공저: 장하준, 도정일, 김두식, 엄기호]
- @좌절+열공, 서해문집, 2011년 8월 [공저: 도종환, 정혜신, 정희진, 강풀, 강신주, 김진혁, 김진숙, 엄기호]
- 지금 우리에게 필요한 공부, 상상너머, 2011년 11월 17일 [공저: 하승창, 신영복, 백낙청, 오연호]
- 그대 아직도 부자를 꿈꾸는가, 양철북, 2011년 12월 [공저: 박경철, 정태인, 이범, 나임윤경, 윤구병, 신영복, 이이화, 심상정]
- 길은 걷는 자의 것이다, 한겨례출판사, 2012년 7월 [공저: 김진숙, 정연주, 홍세화, 정재승]
- 박래군 김미화의 대선 독해 매뉴얼, 클, 2012년 9월 3일 [공저: 박래군 외 10명]
- 그 남자 문재인, 리얼텍스트, 2012년 9월 [공저: 문재인, 한승헌, 박원순]
- 우리는 유권자다!, 알마, 2012년 11월 [공저: 황석영, 우석훈, 김헌태, 정태인, 한홍구]
- 현대의 법과 법학, 울산대학교출판부, 2014년 2월 [공저: 오문완, 김유미, 도회근, 유영일, 이계수, 이정훈, 고문현]
- 그가 그립다, 2014년 5월 [공저: 유시민 외 20명]
- 입에 풀칠도 못하게 하는 이들에게 고함, 북콤마, 2016년 8월 [공저: 김동춘, 김찬호, 정태인, 손아람]
- 치유의 인문학, 위즈덤하우스, 2016년 11월 [공저: 진중권, 서경식, 박노자, 박상훈]

## 역대 선거 결과
| 실시년도 | 선거   | 대수 | 직책     | 선거구   | 정당       | 득표수    | 득표율          | 순위         | 당락 | 비고 |
| -------- | ------ | ---- | -------- | -------- | ---------- | --------- | --------------- | ------------ | ---- | ---- |
| 2024년   | 총선   | 22대 | 국회의원 | 비례대표 | 조국혁신당 | 6,874,278 | \| \| 24.25% \| | 비례대표 2번 |      | 초선 |
|          | 24.25% |      |          |          |            |           |                 |              |      |      |

## 소속 정당
| 소속 정당 | 소속 정당  | 소속 기간 | 비고           |
| --------- | ---------- | --------- | -------------- |
|           | 조국혁신당 | 2024      | 창당 정계 입문 |
|           | 무소속     | 2024~현재 | 당적 상실      |

## 같이 보기
- 조민
- 정경심
- 조국 사태
- 조국혁신당
- 대한민국의 대통령비서실 수석비서관
- 대한민국의 법무부 장관
- 대한민국 제22대 국회의원 선거 조국혁신당 후보 목록#비례대표